# Lista över fornlämningar i Nyköpings kommun (Tystberga)
Lista över fornlämningar i Nyköpings kommun (Tystberga) är en förteckning av ett urval av de fornlämningar som finns i Tystberga i Nyköpings kommun.
| Namn                           | Lämningstyp                      | Tillkomsttid | Historisk indelning     | Plats           | Läge                 | ID-nr          | Bild                                      |
| ------------------------------ | -------------------------------- | ------------ | ----------------------- | --------------- | -------------------- | -------------- | ----------------------------------------- |
| Tystberga 1:1                  | Grav markerad av sten/block      |              | Tystberga, Södermanland |                 | 58.834544, 17.250180 | 10038200010001 | Ladda upp en bild av detta fornminne      |
| Tystberga 2:1                  | Stensättning                     |              | Tystberga, Södermanland |                 | 58.834784, 17.250803 | 10038200020001 | Ladda upp en bild av detta fornminne      |
| Tystberga 3:1                  | Gravfält                         |              | Tystberga, Södermanland |                 | 58.834842, 17.251861 | 10038200030001 | Ladda upp en bild av detta fornminne      |
| Tystberga 4:1                  | Stensättning                     |              | Tystberga, Södermanland |                 | 58.818481, 17.249216 | 10038200040001 | Ladda upp en bild av detta fornminne      |
| Tystberga 5:1                  | Gravfält                         |              | Tystberga, Södermanland |                 | 58.806264, 17.260234 | 10038200050001 | Ladda upp en bild av detta fornminne      |
| Tystberga 7:1                  | Gravfält                         |              | Tystberga, Södermanland |                 | 58.832411, 17.253903 | 10038200070001 | Ladda upp en bild av detta fornminne      |
| Tystberga 9:1                  | Stensättning                     |              | Tystberga, Södermanland |                 | 58.746532, 17.302726 | 10038200090001 | Ladda upp en bild av detta fornminne      |
| Tystberga 10:1                 | Stensättning                     |              | Tystberga, Södermanland |                 | 58.840194, 17.246236 | 10038200100001 | Ladda upp en bild av detta fornminne      |
| Tystberga 11:1                 | Gravfält                         |              | Tystberga, Södermanland |                 | 58.840546, 17.245916 | 10038200110001 | Ladda upp en bild av detta fornminne      |
| Tystberga 12:1                 | Gravfält                         |              | Tystberga, Södermanland |                 | 58.841630, 17.234579 | 10038200120001 | Ladda upp en bild av detta fornminne      |
| Tystberga 13:1                 | Gravfält                         |              | Tystberga, Södermanland |                 | 58.841549, 17.236143 | 10038200130001 | Ladda upp en bild av detta fornminne      |
| Tystberga 14:1                 | Gravfält                         |              | Tystberga, Södermanland |                 | 58.841430, 17.238179 | 10038200140001 | Ladda upp en bild av detta fornminne      |
| Tystberga 15:1                 | Gravfält                         |              | Tystberga, Södermanland |                 | 58.841271, 17.242852 | 10038200150001 | Ladda upp en bild av detta fornminne      |
| Tystberga 16:1                 | Röse                             |              | Tystberga, Södermanland |                 | 58.842723, 17.241881 | 10038200160001 | Ladda upp en bild av detta fornminne      |
| Tystberga 16:2                 | Stensättning                     |              | Tystberga, Södermanland |                 | 58.842993, 17.242331 | 10038200160002 | Ladda upp en bild av detta fornminne      |
| Tystberga 16:3                 | Stensättning                     |              | Tystberga, Södermanland |                 | 58.842583, 17.242591 | 10038200160003 | Ladda upp en bild av detta fornminne      |
| Tystberga 17:1                 | Stensättning                     |              | Tystberga, Södermanland |                 | 58.839141, 17.250861 | 10038200170001 | Ladda upp en bild av detta fornminne      |
| Tystberga 17:2                 | Stensättning                     |              | Tystberga, Södermanland |                 | 58.839263, 17.251039 | 10038200170002 | Ladda upp en bild av detta fornminne      |
| Tystberga 18:1                 | Stensättning                     |              | Tystberga, Södermanland |                 | 58.839827, 17.258133 | 10038200180001 | Ladda upp en bild av detta fornminne      |
| Tystberga 18:2                 | Stensättning                     |              | Tystberga, Södermanland |                 | 58.839589, 17.257790 | 10038200180002 | Ladda upp en bild av detta fornminne      |
| Tystberga 20:1                 | Stensättning                     |              | Tystberga, Södermanland |                 | 58.840207, 17.265488 | 10038200200001 | Ladda upp en bild av detta fornminne      |
| Tystberga 21:1                 | Stensättning                     |              | Tystberga, Södermanland |                 | 58.839419, 17.263518 | 10038200210001 | Ladda upp en bild av detta fornminne      |
| Tystberga 22:1                 | Grav markerad av sten/block      |              | Tystberga, Södermanland |                 | 58.841261, 17.255819 | 10038200220001 | Ladda upp en bild av detta fornminne      |
| Tystberga 23:1                 | Gravfält                         |              | Tystberga, Södermanland |                 | 58.841660, 17.257651 | 10038200230001 | Ladda upp en bild av detta fornminne      |
| Tystberga 24:1                 | Gravfält                         |              | Tystberga, Södermanland |                 | 58.842881, 17.254605 | 10038200240001 | Ladda upp en bild av detta fornminne      |
| Tystberga 25:1                 | Röse                             |              | Tystberga, Södermanland |                 | 58.843542, 17.247878 | 10038200250001 | Ladda upp en bild av detta fornminne      |
| Tystberga 27:1                 | Stensättning                     |              | Tystberga, Södermanland |                 | 58.841589, 17.247912 | 10038200270001 | Ladda upp en bild av detta fornminne      |
| Tystberga 27:2                 | Stensättning                     |              | Tystberga, Södermanland |                 | 58.841781, 17.247920 | 10038200270002 | Ladda upp en bild av detta fornminne      |
| Tystberga 27:3                 | Stensättning                     |              | Tystberga, Södermanland |                 | 58.842020, 17.247953 | 10038200270003 | Ladda upp en bild av detta fornminne      |
| Tystberga 27:6                 | Stensättning                     |              | Tystberga, Södermanland |                 | 58.842219, 17.248400 | 10038200270006 | Ladda upp en bild av detta fornminne      |
| Tystberga 27:7                 | Stensättning                     |              | Tystberga, Södermanland |                 | 58.842399, 17.248385 | 10038200270007 | Ladda upp en bild av detta fornminne      |
| Tystberga 28:2                 | Hällristning                     |              | Tystberga, Södermanland |                 | 58.847035, 17.253012 | 10038200280002 | Ladda upp en bild av detta fornminne      |
| Tystberga 29:1                 | Gravfält                         |              | Tystberga, Södermanland |                 | 58.847087, 17.250088 | 10038200290001 | Ladda upp en bild av detta fornminne      |
| Tystberga 30:1                 | Stensättning                     |              | Tystberga, Södermanland |                 | 58.846563, 17.251044 | 10038200300001 | Ladda upp en bild av detta fornminne      |
| Tystberga 32:1                 | Gravfält                         |              | Tystberga, Södermanland |                 | 58.845544, 17.248408 | 10038200320001 | Ladda upp en bild av detta fornminne      |
| Tystberga 33:1                 | Gravfält                         |              | Tystberga, Södermanland |                 | 58.845725, 17.250933 | 10038200330001 | Ladda upp en bild av detta fornminne      |
| Tystberga 34:1                 | Stensättning                     |              | Tystberga, Södermanland |                 | 58.840539, 17.255774 | 10038200340001 | Ladda upp en bild av detta fornminne      |
| Tystberga 35:1                 | Stensättning                     |              | Tystberga, Södermanland |                 | 58.851907, 17.265337 | 10038200350001 | Ladda upp en bild av detta fornminne      |
| Tystberga 35:2                 | Stensättning                     |              | Tystberga, Södermanland |                 | 58.852036, 17.265220 | 10038200350002 | Ladda upp en bild av detta fornminne      |
| Tystberga 36:1                 | Hög                              |              | Tystberga, Södermanland |                 | 58.854646, 17.266878 | 10038200360001 | Ladda upp en bild av detta fornminne      |
| Tystberga 36:2                 | Stensättning                     |              | Tystberga, Södermanland |                 | 58.854618, 17.267229 | 10038200360002 | Ladda upp en bild av detta fornminne      |
| Tystberga 37:1                 | Stensättning                     |              | Tystberga, Södermanland |                 | 58.849536, 17.258019 | 10038200370001 | Ladda upp en bild av detta fornminne      |
| Tystberga 37:2                 | Stensättning                     |              | Tystberga, Södermanland |                 | 58.849672, 17.257903 | 10038200370002 | Ladda upp en bild av detta fornminne      |
| Tystberga 37:3                 | Stensättning                     |              | Tystberga, Södermanland |                 | 58.849488, 17.258768 | 10038200370003 | Ladda upp en bild av detta fornminne      |
| Tystberga 38:1                 | Gravfält                         |              | Tystberga, Södermanland |                 | 58.850347, 17.258523 | 10038200380001 | Ladda upp en bild av detta fornminne      |
| Tystberga 39:1                 | Röse                             |              | Tystberga, Södermanland |                 | 58.750923, 17.296567 | 10038200390001 | Ladda upp en bild av detta fornminne      |
| Tystberga 40:1                 | Röse                             |              | Tystberga, Södermanland |                 | 58.751175, 17.289033 | 10038200400001 | Ladda upp en bild av detta fornminne      |
| Tystberga 42:1                 | Gravfält                         |              | Tystberga, Södermanland |                 | 58.849931, 17.263724 | 10038200420001 | Ladda upp en bild av detta fornminne      |
| Tystberga 43:1                 | Stensättning                     |              | Tystberga, Södermanland |                 | 58.850012, 17.265104 | 10038200430001 | Ladda upp en bild av detta fornminne      |
| Tystberga 44:1                 | Hög                              |              | Tystberga, Södermanland |                 | 58.851486, 17.263266 | 10038200440001 | Ladda upp en bild av detta fornminne      |
| Tystberga 45:1                 | Stensättning                     |              | Tystberga, Södermanland |                 | 58.848136, 17.207050 | 10038200450001 | Ladda upp en bild av detta fornminne      |
| Tystberga 46:1                 | Gravfält                         |              | Tystberga, Södermanland |                 | 58.846944, 17.204490 | 10038200460001 | Ladda upp en bild av detta fornminne      |
| Tystberga 47:1                 | Stensättning                     |              | Tystberga, Södermanland |                 | 58.845311, 17.205939 | 10038200470001 | Ladda upp en bild av detta fornminne      |
| Tystberga 47:2                 | Stensättning                     |              | Tystberga, Södermanland |                 | 58.845493, 17.206124 | 10038200470002 | Ladda upp en bild av detta fornminne      |
| Tystberga 48:1                 | Röse                             |              | Tystberga, Södermanland |                 | 58.845453, 17.208056 | 10038200480001 | Ladda upp en bild av detta fornminne      |
| Tystberga 48:2                 | Stensättning                     |              | Tystberga, Södermanland |                 | 58.845125, 17.207745 | 10038200480002 | Ladda upp en bild av detta fornminne      |
| Tystberga 48:3                 | Stensättning                     |              | Tystberga, Södermanland |                 | 58.844928, 17.207239 | 10038200480003 | Ladda upp en bild av detta fornminne      |
| Tystberga 48:4                 | Stensättning                     |              | Tystberga, Södermanland |                 | 58.845802, 17.208674 | 10038200480004 | Ladda upp en bild av detta fornminne      |
| Tystberga 49:1                 | Stensättning                     |              | Tystberga, Södermanland |                 | 58.844872, 17.209729 | 10038200490001 | Ladda upp en bild av detta fornminne      |
| Tystberga 50:1                 | Stensättning                     |              | Tystberga, Södermanland |                 | 58.845644, 17.212274 | 10038200500001 | Ladda upp en bild av detta fornminne      |
| Tystberga 50:2                 | Stensättning                     |              | Tystberga, Södermanland |                 | 58.845800, 17.212488 | 10038200500002 | Ladda upp en bild av detta fornminne      |
| Tystberga 50:3                 | Stensättning                     |              | Tystberga, Södermanland |                 | 58.845907, 17.212492 | 10038200500003 | Ladda upp en bild av detta fornminne      |
| Tystberga 50:4                 | Stensättning                     |              | Tystberga, Södermanland |                 | 58.846023, 17.212497 | 10038200500004 | Ladda upp en bild av detta fornminne      |
| Tystberga 51:1                 | Grav- och boplatsområde          |              | Tystberga, Södermanland |                 | 58.844170, 17.213682 | 10038200510001 | Ladda upp en bild av detta fornminne      |
| Tystberga 52:1                 | Gravfält                         |              | Tystberga, Södermanland |                 | 58.844543, 17.217092 | 10038200520001 | Ladda upp en bild av detta fornminne      |
| Tystberga 53:1                 | Gravfält                         |              | Tystberga, Södermanland |                 | 58.845126, 17.208838 | 10038200530001 | Ladda upp en bild av detta fornminne      |
| Tystberga 54:1                 | Stensättning                     |              | Tystberga, Södermanland |                 | 58.874522, 17.271862 | 10038200540001 | Ladda upp en bild av detta fornminne      |
| Tystberga 55:1                 | Stensättning                     |              | Tystberga, Södermanland |                 | 58.875727, 17.272505 | 10038200550001 | Ladda upp en bild av detta fornminne      |
| Tystberga 55:2                 | Stensättning                     |              | Tystberga, Södermanland |                 | 58.875875, 17.272202 | 10038200550002 | Ladda upp en bild av detta fornminne      |
| Jagbacken (Tystberga 56:1)     | Röse                             |              | Tystberga, Södermanland |                 | 58.875139, 17.265183 | 10038200560001 | Ladda upp en bild av detta fornminne      |
| Tystberga 57:1                 | Gravfält                         |              | Tystberga, Södermanland |                 | 58.875115, 17.254865 | 10038200570001 | Ladda upp en bild av detta fornminne      |
| Tystberga 58:1                 | Gravfält                         |              | Tystberga, Södermanland |                 | 58.873750, 17.251499 | 10038200580001 | Ladda upp en bild av detta fornminne      |
| Tystberga 59:1                 | Gravfält                         |              | Tystberga, Södermanland |                 | 58.871925, 17.260216 | 10038200590001 | Ladda upp en bild av detta fornminne      |
| Brännbäcken (Tystberga 61:1)   | Stensättning                     |              | Tystberga, Södermanland |                 | 58.872193, 17.265445 | 10038200610001 | Ladda upp en bild av detta fornminne      |
| Tystberga 62:1                 | Gravfält                         |              | Tystberga, Södermanland |                 | 58.840948, 17.212905 | 10038200620001 | Ladda upp en bild av detta fornminne      |
| Tystberga 63:1                 | Stensättning                     |              | Tystberga, Södermanland |                 | 58.840178, 17.215507 | 10038200630001 | Ladda upp en bild av detta fornminne      |
| Tystberga 63:3                 | Stensättning                     |              | Tystberga, Södermanland |                 | 58.840538, 17.216276 | 10038200630003 | Ladda upp en bild av detta fornminne      |
| Tystberga 64:1                 | Stensättning                     |              | Tystberga, Södermanland |                 | 58.845571, 17.229632 | 10038200640001 | Ladda upp en bild av detta fornminne      |
| Tystberga 65:1                 | Röse                             |              | Tystberga, Södermanland |                 | 58.846397, 17.228673 | 10038200650001 | Ladda upp en bild av detta fornminne      |
| Tystberga 65:2                 | Röse                             |              | Tystberga, Södermanland |                 | 58.846283, 17.229258 | 10038200650002 | Ladda upp en bild av detta fornminne      |
| Tystberga 66:1                 | Stensättning                     |              | Tystberga, Södermanland |                 | 58.846075, 17.226499 | 10038200660001 | Ladda upp en bild av detta fornminne      |
| Tystberga 68:1                 | Gravfält                         |              | Tystberga, Södermanland |                 | 58.853489, 17.216533 | 10038200680001 | Ladda upp en bild av detta fornminne      |
| Tystberga 69:1                 | Grav- och boplatsområde          |              | Tystberga, Södermanland |                 | 58.855460, 17.213320 | 10038200690001 | Ladda upp en bild av detta fornminne      |
| Tystberga 71:1                 | Hög                              |              | Tystberga, Södermanland |                 | 58.859572, 17.217295 | 10038200710001 | Ladda upp en bild av detta fornminne      |
| Tystberga 71:2                 | Stensättning                     |              | Tystberga, Södermanland |                 | 58.859510, 17.217410 | 10038200710002 | Ladda upp en bild av detta fornminne      |
| Tystberga 71:3                 | Stensättning                     |              | Tystberga, Södermanland |                 | 58.859857, 17.217034 | 10038200710003 | Ladda upp en bild av detta fornminne      |
| Tystberga 72:1                 | Grav- och boplatsområde          |              | Tystberga, Södermanland |                 | 58.855994, 17.221881 | 10038200720001 | Ladda upp en bild av detta fornminne      |
| Tystberga 73:1                 | Stensättning                     |              | Tystberga, Södermanland |                 | 58.857142, 17.222286 | 10038200730001 | Ladda upp en bild av detta fornminne      |
| Tystberga 74:1                 | Gravfält                         |              | Tystberga, Södermanland |                 | 58.854270, 17.228665 | 10038200740001 | Ladda upp en bild av detta fornminne      |
| Tystberga 75:1                 | Gravfält                         |              | Tystberga, Södermanland |                 | 58.855152, 17.228118 | 10038200750001 | Ladda upp en bild av detta fornminne      |
| Tystberga 76:1                 | Stensättning                     |              | Tystberga, Södermanland |                 | 58.853581, 17.231536 | 10038200760001 | Ladda upp en bild av detta fornminne      |
| Tystberga 79:1                 | Stensättning                     |              | Tystberga, Södermanland |                 | 58.858383, 17.209935 | 10038200790001 | Ladda upp en bild av detta fornminne      |
| Tystberga 80:1                 | Stensättning                     |              | Tystberga, Södermanland |                 | 58.859643, 17.214464 | 10038200800001 | Ladda upp en bild av detta fornminne      |
| Tystberga 81:1                 | Grav markerad av sten/block      |              | Tystberga, Södermanland |                 | 58.868870, 17.223076 | 10038200810001 | Ladda upp en bild av detta fornminne      |
| Tystberga 82:1                 | Hög                              |              | Tystberga, Södermanland |                 | 58.869548, 17.226984 | 10038200820001 | Ladda upp en bild av detta fornminne      |
| Tystberga 83:1                 | Gravfält                         |              | Tystberga, Södermanland |                 | 58.870344, 17.227799 | 10038200830001 | Ladda upp en bild av detta fornminne      |
| Tystberga 84:1                 | Stensättning                     |              | Tystberga, Södermanland |                 | 58.863712, 17.229772 | 10038200840001 | Ladda upp en bild av detta fornminne      |
| Tystberga 84:2                 | Stensättning                     |              | Tystberga, Södermanland |                 | 58.863976, 17.230117 | 10038200840002 | Ladda upp en bild av detta fornminne      |
| Tystberga 86:1                 | Gravfält                         |              | Tystberga, Södermanland |                 | 58.864809, 17.245422 | 10038200860001 | Ladda upp en bild av detta fornminne      |
| Tystberga 87:1                 | Gravfält                         |              | Tystberga, Södermanland |                 | 58.864287, 17.240799 | 10038200870001 | Ladda upp en bild av detta fornminne      |
| Tystberga 88:1                 | Gravfält                         |              | Tystberga, Södermanland |                 | 58.861046, 17.237201 | 10038200880001 | Ladda upp en bild av detta fornminne      |
| Tystberga 90:1                 | Gravfält                         |              | Tystberga, Södermanland |                 | 58.862528, 17.234739 | 10038200900001 | Ladda upp en bild av detta fornminne      |
| Tystberga 91:1                 | Gravfält                         |              | Tystberga, Södermanland |                 | 58.857905, 17.235397 | 10038200910001 | Ladda upp en bild av detta fornminne      |
| Tystberga 92:1                 | Gravfält                         |              | Tystberga, Södermanland |                 | 58.857849, 17.236995 | 10038200920001 | Ladda upp en bild av detta fornminne      |
| Tystberga 93:1                 | Röse                             |              | Tystberga, Södermanland |                 | 58.856686, 17.235160 | 10038200930001 | Ladda upp en bild av detta fornminne      |
| Tystberga 94:1                 | Gravfält                         |              | Tystberga, Södermanland |                 | 58.856375, 17.237267 | 10038200940001 | Ladda upp en bild av detta fornminne      |
| Tystberga 95:1                 | Gravfält                         |              | Tystberga, Södermanland |                 | 58.854156, 17.237625 | 10038200950001 | Ladda upp en bild av detta fornminne      |
| Tystberga 96:1                 | Gravfält                         |              | Tystberga, Södermanland |                 | 58.856382, 17.262370 | 10038200960001 | Ladda upp en bild av detta fornminne      |
| Tystberga 97:1                 | Stensättning                     |              | Tystberga, Södermanland |                 | 58.857766, 17.264863 | 10038200970001 | Ladda upp en bild av detta fornminne      |
| Tystberga 98:1                 | Stensättning                     |              | Tystberga, Södermanland |                 | 58.861234, 17.261441 | 10038200980001 | Ladda upp en bild av detta fornminne      |
| Tystberga 100:1                | Hög                              |              | Tystberga, Södermanland |                 | 58.863031, 17.252300 | 10038201000001 | Ladda upp en bild av detta fornminne      |
| Tystberga 101:1                | Röse                             |              | Tystberga, Södermanland |                 | 58.869162, 17.265962 | 10038201010001 | Ladda upp en bild av detta fornminne      |
| Tystberga 101:2                | Stensättning                     |              | Tystberga, Södermanland |                 | 58.868898, 17.266172 | 10038201010002 | Ladda upp en bild av detta fornminne      |
| Tystberga 101:3                | Stensättning                     |              | Tystberga, Södermanland |                 | 58.868724, 17.266370 | 10038201010003 | Ladda upp en bild av detta fornminne      |
| Tystberga 101:4                | Stensättning                     |              | Tystberga, Södermanland |                 | 58.869398, 17.265837 | 10038201010004 | Ladda upp en bild av detta fornminne      |
| Tystberga 102:1                | Röse                             |              | Tystberga, Södermanland |                 | 58.869171, 17.268253 | 10038201020001 | Ladda upp en bild av detta fornminne      |
| Sö 374 (Tystberga 103:1)       | Runristning                      |              | Tystberga, Södermanland | Tystberga       | 58.865804, 17.272965 | 10038201030001 | Ladda upp en till bild av detta fornminne |
| Sö 173 (Tystberga 103:2)       | Runristning                      |              | Tystberga, Södermanland | Tystberga       | 58.865843, 17.272812 | 10038201030002 | Ladda upp en till bild av detta fornminne |
| Tystberga 103:3                | Grav markerad av sten/block      |              | Tystberga, Södermanland |                 | 58.865853, 17.272708 | 10038201030003 | Ladda upp en bild av detta fornminne      |
| Tystberga 104:1                | Stensättning                     |              | Tystberga, Södermanland |                 | 58.868684, 17.264859 | 10038201040001 | Ladda upp en bild av detta fornminne      |
| Sö 172 (Tystberga 105:1)       | Runristning                      |              | Tystberga, Södermanland | Tystberga kyrka | 58.867189, 17.257433 | 10038201050001 | Ladda upp en bild av detta fornminne      |
| Tystberga 106:1                | Stensättning                     |              | Tystberga, Södermanland |                 | 58.851715, 17.243043 | 10038201060001 | Ladda upp en bild av detta fornminne      |
| Tystberga 108:1                | Stensättning                     |              | Tystberga, Södermanland |                 | 58.867487, 17.245220 | 10038201080001 | Ladda upp en bild av detta fornminne      |
| Tystberga 109:1                | Gravfält                         |              | Tystberga, Södermanland |                 | 58.868108, 17.246198 | 10038201090001 | Ladda upp en bild av detta fornminne      |
| Tystberga 110:1                | Stensättning                     |              | Tystberga, Södermanland |                 | 58.867654, 17.246617 | 10038201100001 | Ladda upp en bild av detta fornminne      |
| Tystberga 112:1                | Röse                             |              | Tystberga, Södermanland |                 | 58.856990, 17.236932 | 10038201120001 | Ladda upp en bild av detta fornminne      |
| Tystberga 113:1                | Stensättning                     |              | Tystberga, Södermanland |                 | 58.851526, 17.235054 | 10038201130001 | Ladda upp en bild av detta fornminne      |
| Tystberga 113:2                | Stensättning                     |              | Tystberga, Södermanland |                 | 58.851716, 17.234759 | 10038201130002 | Ladda upp en bild av detta fornminne      |
| Tystberga 116:1                | Stensättning                     |              | Tystberga, Södermanland |                 | 58.852537, 17.232070 | 10038201160001 | Ladda upp en bild av detta fornminne      |
| Tystberga 118:1                | Stensättning                     |              | Tystberga, Södermanland |                 | 58.850539, 17.237938 | 10038201180001 | Ladda upp en bild av detta fornminne      |
| Tystberga 118:2                | Stensättning                     |              | Tystberga, Södermanland |                 | 58.850352, 17.237887 | 10038201180002 | Ladda upp en bild av detta fornminne      |
| Tystberga 119:1                | Stensättning                     |              | Tystberga, Södermanland |                 | 58.850172, 17.236626 | 10038201190001 | Ladda upp en bild av detta fornminne      |
| Tystberga 119:2                | Stensättning                     |              | Tystberga, Södermanland |                 | 58.850066, 17.236795 | 10038201190002 | Ladda upp en bild av detta fornminne      |
| Tystberga 120:1                | Stensättning                     |              | Tystberga, Södermanland |                 | 58.874604, 17.255643 | 10038201200001 | Ladda upp en bild av detta fornminne      |
| Tystberga 122:1                | Stensättning                     |              | Tystberga, Södermanland |                 | 58.865113, 17.262517 | 10038201220001 | Ladda upp en bild av detta fornminne      |
| Tystberga 122:2                | Stensättning                     |              | Tystberga, Södermanland |                 | 58.865220, 17.262575 | 10038201220002 | Ladda upp en bild av detta fornminne      |
| Tystberga 122:3                | Stensättning                     |              | Tystberga, Södermanland |                 | 58.865346, 17.262600 | 10038201220003 | Ladda upp en bild av detta fornminne      |
| Tystberga 122:4                | Grav markerad av sten/block      |              | Tystberga, Södermanland |                 | 58.865524, 17.262187 | 10038201220004 | Ladda upp en bild av detta fornminne      |
| Tystberga 125:1                | Stensättning                     |              | Tystberga, Södermanland |                 | 58.872188, 17.268082 | 10038201250001 | Ladda upp en bild av detta fornminne      |
| Tystberga 126:1                | Stensättning                     |              | Tystberga, Södermanland |                 | 58.872304, 17.266996 | 10038201260001 | Ladda upp en bild av detta fornminne      |
| Tystberga 128:1                | Stensättning                     |              | Tystberga, Södermanland |                 | 58.723673, 17.251855 | 10038201280001 | Ladda upp en bild av detta fornminne      |
| Tystberga 129:1                | Röse                             |              | Tystberga, Södermanland |                 | 58.720719, 17.280799 | 10038201290001 | Ladda upp en bild av detta fornminne      |
| Tystberga 134:1                | Stensättning                     |              | Tystberga, Södermanland |                 | 58.851203, 17.252763 | 10038201340001 | Ladda upp en bild av detta fornminne      |
| Tystberga 146:1                | Ristning, medeltid/historisk tid |              | Tystberga, Södermanland |                 | 58.745695, 17.302749 | 10038201460001 | Ladda upp en bild av detta fornminne      |
| Tystberga 168:1                | Hög                              |              | Tystberga, Södermanland |                 | 58.842425, 17.233356 | 10038201680001 | Ladda upp en bild av detta fornminne      |
| Tystberga 168:2                | Hög                              |              | Tystberga, Södermanland |                 | 58.842313, 17.233231 | 10038201680002 | Ladda upp en bild av detta fornminne      |
| Tystberga 168:3                | Hög                              |              | Tystberga, Södermanland |                 | 58.842213, 17.233576 | 10038201680003 | Ladda upp en bild av detta fornminne      |
| Tystberga 169:1                | Hög                              |              | Tystberga, Södermanland |                 | 58.843153, 17.232425 | 10038201690001 | Ladda upp en bild av detta fornminne      |
| Tystberga 169:2                | Stensättning                     |              | Tystberga, Södermanland |                 | 58.842910, 17.232470 | 10038201690002 | Ladda upp en bild av detta fornminne      |
| Tystberga 170:1                | Stensättning                     |              | Tystberga, Södermanland |                 | 58.844024, 17.231992 | 10038201700001 | Ladda upp en bild av detta fornminne      |
| Tystberga 172:1                | Hällristning                     |              | Tystberga, Södermanland |                 | 58.839909, 17.253628 | 10038201720001 | Ladda upp en bild av detta fornminne      |
| Tystberga 175:1                | Hällristning                     |              | Tystberga, Södermanland |                 | 58.840655, 17.251358 | 10038201750001 | Ladda upp en bild av detta fornminne      |
| Tystberga 175:2                | Hällristning                     |              | Tystberga, Södermanland |                 | 58.840545, 17.252070 | 10038201750002 | Ladda upp en bild av detta fornminne      |
| Tystberga 176:1                | Hällristning                     |              | Tystberga, Södermanland |                 | 58.845675, 17.247085 | 10038201760001 | Ladda upp en bild av detta fornminne      |
| Tystberga 182:1                | Stensättning                     |              | Tystberga, Södermanland |                 | 58.850755, 17.264676 | 10038201820001 | Ladda upp en bild av detta fornminne      |
| Tystberga 182:2                | Stensättning                     |              | Tystberga, Södermanland |                 | 58.850867, 17.264635 | 10038201820002 | Ladda upp en bild av detta fornminne      |
| Tystberga 183:1                | Husgrund, förhistorisk/medeltida |              | Tystberga, Södermanland |                 | 58.851302, 17.253830 | 10038201830001 | Ladda upp en bild av detta fornminne      |
| Tystberga 186:1                | Röse                             |              | Tystberga, Södermanland |                 | 58.858867, 17.256256 | 10038201860001 | Ladda upp en bild av detta fornminne      |
| Tystberga 188:1                | Stensättning                     |              | Tystberga, Södermanland |                 | 58.857475, 17.238280 | 10038201880001 | Ladda upp en bild av detta fornminne      |
| Tystberga 188:2                | Grav markerad av sten/block      |              | Tystberga, Södermanland |                 | 58.857425, 17.238040 | 10038201880002 | Ladda upp en bild av detta fornminne      |
| Tystberga 191:1                | Gravfält                         |              | Tystberga, Södermanland |                 | 58.862457, 17.232268 | 10038201910001 | Ladda upp en bild av detta fornminne      |
| Tystberga 192:1                | Gravfält                         |              | Tystberga, Södermanland |                 | 58.861262, 17.242022 | 10038201920001 | Ladda upp en bild av detta fornminne      |
| Tystberga 193:1                | Stensättning                     |              | Tystberga, Södermanland |                 | 58.864587, 17.248886 | 10038201930001 | Ladda upp en bild av detta fornminne      |
| Tystberga 195:1                | Stensättning                     |              | Tystberga, Södermanland |                 | 58.863044, 17.261910 | 10038201950001 | Ladda upp en bild av detta fornminne      |
| Tystberga 196:1                | Stensättning                     |              | Tystberga, Södermanland |                 | 58.864094, 17.258051 | 10038201960001 | Ladda upp en bild av detta fornminne      |
| Tystberga 199:1                | Stensättning                     |              | Tystberga, Södermanland |                 | 58.862046, 17.236302 | 10038201990001 | Ladda upp en bild av detta fornminne      |
| Tystberga 200:1                | Hällristning                     |              | Tystberga, Södermanland |                 | 58.844435, 17.243512 | 10038202000001 | Ladda upp en bild av detta fornminne      |
| Tystberga 201:1                | Hällristning                     |              | Tystberga, Södermanland |                 | 58.843702, 17.243676 | 10038202010001 | Ladda upp en bild av detta fornminne      |
| Tystberga 203:1                | Stensättning                     |              | Tystberga, Södermanland |                 | 58.871504, 17.266359 | 10038202030001 | Ladda upp en bild av detta fornminne      |
| Tystberga 205:1                | Stensättning                     |              | Tystberga, Södermanland |                 | 58.873028, 17.253990 | 10038202050001 | Ladda upp en bild av detta fornminne      |
| Jagbacken (Tystberga 206:1)    | Stensättning                     |              | Tystberga, Södermanland |                 | 58.874167, 17.269811 | 10038202060001 | Ladda upp en bild av detta fornminne      |
| Tystberga 207:1                | Stensättning                     |              | Tystberga, Södermanland |                 | 58.873487, 17.267273 | 10038202070001 | Ladda upp en bild av detta fornminne      |
| Tystberga 207:2                | Stensättning                     |              | Tystberga, Södermanland |                 | 58.873745, 17.266889 | 10038202070002 | Ladda upp en bild av detta fornminne      |
| Tystberga 207:3                | Stensättning                     |              | Tystberga, Södermanland |                 | 58.873721, 17.267877 | 10038202070003 | Ladda upp en bild av detta fornminne      |
| Tystberga 207:4                | Stensättning                     |              | Tystberga, Södermanland |                 | 58.873800, 17.267430 | 10038202070004 | Ladda upp en bild av detta fornminne      |
| Tystberga 207:5                | Stensättning                     |              | Tystberga, Södermanland |                 | 58.873970, 17.268047 | 10038202070005 | Ladda upp en bild av detta fornminne      |
| Tystberga 209:1                | Hög                              |              | Tystberga, Södermanland |                 | 58.875220, 17.253024 | 10038202090001 | Ladda upp en bild av detta fornminne      |
| Tystberga 210:1                | Gravfält                         |              | Tystberga, Södermanland |                 | 58.876785, 17.261753 | 10038202100001 | Ladda upp en bild av detta fornminne      |
| Tystberga 212:1                | Stensättning                     |              | Tystberga, Södermanland |                 | 58.875799, 17.278219 | 10038202120001 | Ladda upp en bild av detta fornminne      |
| Tystberga 214:1                | Stensättning                     |              | Tystberga, Södermanland |                 | 58.872088, 17.272744 | 10038202140001 | Ladda upp en bild av detta fornminne      |
| Tystberga 222:1                | Stensättning                     |              | Tystberga, Södermanland |                 | 58.868951, 17.221936 | 10038202220001 | Ladda upp en bild av detta fornminne      |
| Tystberga 222:2                | Stensättning                     |              | Tystberga, Södermanland |                 | 58.869047, 17.222149 | 10038202220002 | Ladda upp en bild av detta fornminne      |
| Tystberga 222:3                | Stensättning                     |              | Tystberga, Södermanland |                 | 58.868882, 17.221741 | 10038202220003 | Ladda upp en bild av detta fornminne      |
| Tystberga 223:2                | Stensättning                     |              | Tystberga, Södermanland |                 | 58.870219, 17.215430 | 10038202230002 | Ladda upp en bild av detta fornminne      |
| Tystberga 226:1                | Stensättning                     |              | Tystberga, Södermanland |                 | 58.864501, 17.228187 | 10038202260001 | Ladda upp en bild av detta fornminne      |
| Tystberga 226:2                | Stensättning                     |              | Tystberga, Södermanland |                 | 58.864549, 17.227964 | 10038202260002 | Ladda upp en bild av detta fornminne      |
| Tystberga 226:3                | Stensättning                     |              | Tystberga, Södermanland |                 | 58.864514, 17.227875 | 10038202260003 | Ladda upp en bild av detta fornminne      |
| Tystberga 227:1                | Stensättning                     |              | Tystberga, Södermanland |                 | 58.857300, 17.220485 | 10038202270001 | Ladda upp en bild av detta fornminne      |
| Tystberga 228:1                | Stensättning                     |              | Tystberga, Södermanland |                 | 58.858403, 17.221377 | 10038202280001 | Ladda upp en bild av detta fornminne      |
| Tystberga 228:2                | Stensättning                     |              | Tystberga, Södermanland |                 | 58.858570, 17.221674 | 10038202280002 | Ladda upp en bild av detta fornminne      |
| Tystberga 233:1                | Stensättning                     |              | Tystberga, Södermanland |                 | 58.845472, 17.215883 | 10038202330001 | Ladda upp en bild av detta fornminne      |
| Tystberga 237:1                | Gravfält                         |              | Tystberga, Södermanland |                 | 58.846466, 17.201722 | 10038202370001 | Ladda upp en bild av detta fornminne      |
| Tystberga 238:1                | Gravfält                         |              | Tystberga, Södermanland |                 | 58.839492, 17.216893 | 10038202380001 | Ladda upp en bild av detta fornminne      |
| Tystberga 239:1                | Stensättning                     |              | Tystberga, Södermanland |                 | 58.875704, 17.273406 | 10038202390001 | Ladda upp en bild av detta fornminne      |
| Tystberga 242:1                | Gravfält                         |              | Tystberga, Södermanland |                 | 58.838468, 17.256322 | 10038202420001 | Ladda upp en bild av detta fornminne      |
| Tystberga 244:1                | Stensättning                     |              | Tystberga, Södermanland |                 | 58.828691, 17.249119 | 10038202440001 | Ladda upp en bild av detta fornminne      |
| Tystberga 244:2                | Stensättning                     |              | Tystberga, Södermanland |                 | 58.828881, 17.248768 | 10038202440002 | Ladda upp en bild av detta fornminne      |
| Tystberga 244:3                | Stensättning                     |              | Tystberga, Södermanland |                 | 58.829020, 17.249598 | 10038202440003 | Ladda upp en bild av detta fornminne      |
| Tystberga 244:4                | Stensättning                     |              | Tystberga, Södermanland |                 | 58.828471, 17.248823 | 10038202440004 | Ladda upp en bild av detta fornminne      |
| Tystberga 288:1                | Stensättning                     |              | Tystberga, Södermanland |                 | 58.837767, 17.212980 | 10038202880001 | Ladda upp en bild av detta fornminne      |
| Tystberga 288:2                | Stensättning                     |              | Tystberga, Södermanland |                 | 58.837862, 17.212947 | 10038202880002 | Ladda upp en bild av detta fornminne      |
| Tystberga 288:3                | Stensättning                     |              | Tystberga, Södermanland |                 | 58.837845, 17.212764 | 10038202880003 | Ladda upp en bild av detta fornminne      |
| Tystberga 288:4                | Stensättning                     |              | Tystberga, Södermanland |                 | 58.837694, 17.212758 | 10038202880004 | Ladda upp en bild av detta fornminne      |
| Tystberga 289:1                | Stensättning                     |              | Tystberga, Södermanland |                 | 58.846579, 17.202897 | 10038202890001 | Ladda upp en bild av detta fornminne      |
| Tystberga 289:2                | Stensättning                     |              | Tystberga, Södermanland |                 | 58.846687, 17.203079 | 10038202890002 | Ladda upp en bild av detta fornminne      |
| Tystberga 289:3                | Stensättning                     |              | Tystberga, Södermanland |                 | 58.846711, 17.202582 | 10038202890003 | Ladda upp en bild av detta fornminne      |
| Tystberga 290:1                | Stensättning                     |              | Tystberga, Södermanland |                 | 58.837863, 17.214587 | 10038202900001 | Ladda upp en bild av detta fornminne      |
| Tystberga 290:2                | Stensättning                     |              | Tystberga, Södermanland |                 | 58.837899, 17.214788 | 10038202900002 | Ladda upp en bild av detta fornminne      |
| Tystberga 290:3                | Stensättning                     |              | Tystberga, Södermanland |                 | 58.837976, 17.214682 | 10038202900003 | Ladda upp en bild av detta fornminne      |
| Tystberga 290:4                | Stensättning                     |              | Tystberga, Södermanland |                 | 58.838087, 17.214833 | 10038202900004 | Ladda upp en bild av detta fornminne      |
| Tystberga 293:1                | Stensättning                     |              | Tystberga, Södermanland |                 | 58.857662, 17.222041 | 10038202930001 | Ladda upp en bild av detta fornminne      |
| Tystberga 294:1                | Stensättning                     |              | Tystberga, Södermanland |                 | 58.870020, 17.234349 | 10038202940001 | Ladda upp en bild av detta fornminne      |
| Tystberga 295:1                | Stensättning                     |              | Tystberga, Södermanland |                 | 58.887744, 17.286653 | 10038202950001 | Ladda upp en bild av detta fornminne      |
| Spetalsudden (Tystberga 297:1) | Fornborg                         |              | Tystberga, Södermanland |                 | 58.744641, 17.279723 | 10038202970001 | Ladda upp en bild av detta fornminne      |
| Tystberga 298:1                | Fornborg                         |              | Tystberga, Södermanland |                 | 58.775685, 17.245615 | 10038202980001 | Ladda upp en bild av detta fornminne      |
| Tystberga 328                  | Husgrund, historisk tid          |              | Tystberga, Södermanland |                 | 58.744278, 17.304626 | 12000000030650 | Ladda upp en bild av detta fornminne      |